# Hiéroglyphe égyptien A8
Le hiéroglyphe égyptien A8 (homme assis pied gauche sur sa pointe acclamant) est classifié dans la section A « L'Homme et ses occupations » de la liste de Gardiner ; il y est noté A8.

## Représentation
Il représente un homme accroupi, en génuflexion mais le pied gauche sur sa pointe accomplissant le rite hnw, fessier relevé, bras droit sur le torse et bras gauche en arrière et en équerre.

## Usage
| h · n | nw | w | A8 |

| h · n | nw | w | A8 |

« louanges, glorifications, accomplissement du rituel hnw »,.
| A8 | A1 · B1 · Z2 |

| A8 | A1 · B1 · Z2 |

« associés, proches, famille »,.